# Naturschutzgebiet Schmale Becke
Das Naturschutzgebiet Schmale Becke ist ein 9,2 ha großes Naturschutzgebiet (NSG) in der Stadt Meinerzhagen im Märkischen Kreis in Nordrhein-Westfalen. Das NSG wurde 2001 vom Kreistag des Märkischen Kreises mit dem Landschaftsplan Nr. 6 Meinerzhagen ausgewiesen. 

## Gebietsbeschreibung
Bei dem NSG handelt es sich um das Wiesental der Schmale Becke. 

## Schutzzweck
Das Naturschutzgebiet wurde „zur Erhaltung, Wiederherstellung und Optimierung eines überwiegend grünlandgeprägten Mittelgebirgstales als Lebensraum für zahlreiche gefährdete Pflanzen- und Tiergemeinschaften“ ausgewiesen. Wie bei anderen Naturschutzgebieten in Deutschland wurde in der Schutzausweisung darauf hingewiesen, dass das Gebiet „wegen der landschaftlichen Schönheit und Einzigartigkeit“ zum Naturschutzgebiet wurde.
Im NSG ist es verboten, das Grünland vor dem 15. Juni zu mähen.